# Åbäcksnäs
Åbäcksnäs är en herrgård och ett tidigare säteri i Gryts socken i Valdemarsviks kommun, Östergötland.

## Historik
Gården blev ett säteri 1616 och då uppfördes även den första sätesgården vid nuvarande läge samma år.
År 1680, alltså 64 år efter grundläggningen av Åbäcknäs som säteri, hade ännu ingen ståndsmässig byggnad etablerats. Det fanns bara en ”gjord begynnelse till byggnad”. Det ledde till att säteriprivilegierna drogs in, men då jordbruket hade skötts återgav landshövdingen privilegiet efter ett år, dock endast till en av de tre gårdar vid Åbäck som hade haft det, och det är den gården som från 1720 benämns som Åbäcksnäs.
De tre gårdarna Åbäck låg norr om dagens golfbana och Riksväg 212, där det finns rikt med fornlämningar.
I ägarlängden finns i tur och ordning släkterna Bååt, Posse, Natt och Dag, Kurck, Mörner och von Hofsten.  Omkring 1735 köptes gården av Hedvig Charlotta Tigerhielm, hon var först gift med kapten Augustin Ryding, som avled 1714. Dennes bror Erik adlades Rydingsvärd och ägde från 1716 granngården Breviksnäs. En dotter i Hedvig Charlotta Tigerhielms första äktenskap, Barbara Augusta Ryding (1711-65) ärvde Åbäcksnäs. Hon var först gift med majoren Nils Johan von Bysing (d. 1739). Deras dotter Hedvig Eleonora von Bysing ärvde i sin tur Åbäcksnäs 1765. Hon hade året dessförinnan gift sig med Olof Johan von Feilitzen. De bodde mellan 1764 och 1766 på utgården Bäckermåla, medan herrgården troligen omgestaltades. Egentligen skulle von Feilutzen ha gift sig med friherrinnan Hedvig Ulrica Rehbinder vid Marsätter (senare Fredriksnäs) två år tidigare, 1762, som avled innan giftermålet.
Hedvig Eleonora avled 1775 och begravdes i släktgraven vid Gryts kyrka, vilket torde ha färdigställts 1767.